# 니시카모군

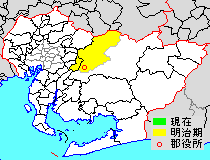
아이치현 니시카모군의 위치

니시카모군(일본어: 西加茂郡, にしかもぐん)은 일본 아이치현 니시미카와 지방에 있었던 군이다.
메이지 초기에 미카와국 가모군으로부터 분할되었다. 군역은 현재의 도요타시의 북부·서부와 미요시시에 해당한다. 2005년의 합병에 의해 미요시 정을 제외하고는 도요타 시에 편입되었다. 2010년 1월 4일, 미요시정(三好町)이 미요시정(みよし町)으로 개칭하면서 동시에 시로 승격해 미요시시가 되면서 소멸하였다.

## 역사
- 1951년 3월 1일 - 고로모 정이 시로 승격, 개칭해 도요타시가 되어 군에서 이탈하였다.(7촌)
- 1953년 4월 1일 - 사나게 촌이 정으로 승격해 사나게 정이 되었다.(1정 6촌)
- 1955년 3월 1일 - 호미 촌, 이시노 촌, 후지오카 촌의 일부가 사나게 정에 편입되었다.(1정 4촌)
- 1956년 9월 30일 - 다카하시 촌이 고로모 시에 편입되었다.(1정 3촌)
- 1958년 4월 1일 - 미요시 촌이 정으로 승격해 미요시 정이 되었다.(2정 2촌)
- 1967년 4월 1일 - 사나게 정이 도요타 시에 편입되었다.(1정 2촌)
- 1978년 4월 1일 - 후지오카 촌이 정으로 승격해 후지오카 정이 되었다.(2정 1촌)
- 2003년 8월 5일 - 미요시 정이 도요타-카모 합병 협의회로부터 이탈하였다.
- 2005년 4월 1일 - 후지오카 정, 오바라 촌이 도요타 시에 편입되었다.(1정)
- 2010년 1월 4일 - 미요시 정(三好町)이 미요시 정(みよし町)으로 개칭, 동시에 시로 승격해 미요시시가 되어 군에서 이탈하였다. 이로써 니시카모 군은 소멸하였다.

## 같이 보기
- 가모군 (기후현)
- 가모군 (시즈오카현)